# Chris Cain (bluesmuzikant)

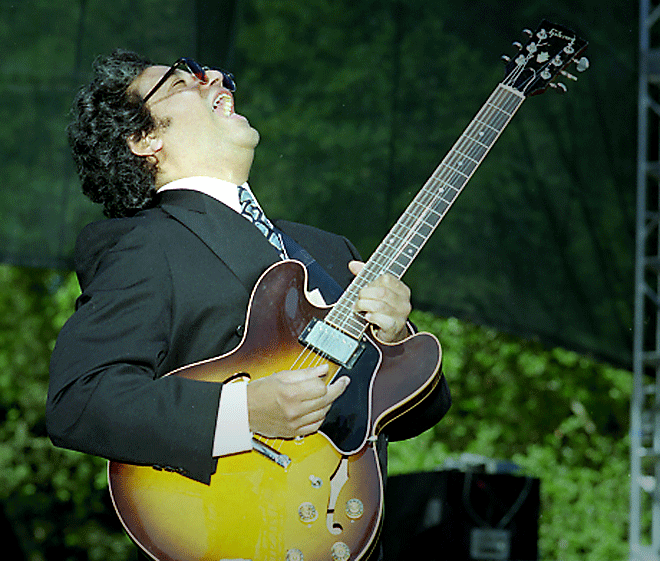
Chris Cain in 1999

Chris Cain (San Jose, 19 november 1955) is een Amerikaanse gitarist en zanger, die een mengsel van blues, jazz en funk speelt.
Cain begon gitaar te spelen toen hij acht was en begin jaren zeventig begon hij als professioneel muzikant te werken. Hij speelde in clubs en kreeg een behoorlijke aanhang, waarna hij een platencontract kreeg. Zijn debuutplaat uit 1987 kreeg vier Blues Music Award-nominaties. In de jaren negentig volgden meer platen, onder meer op Blind Pig Records. Cain schrijft de meeste songs die hij brengt zelf.

## Discografie
- Late Night City Blues, Blues Rock'it, 1987
- Cuttin' Loose, Blind Pig Records, 1990 ('albumpick' Allmusic)
- Can't Buy a Break, Blind Pig Records, 1992
- Somewhere Along the Way, Blind Pig Records, 1995
- Unscheduled Flight, Blues Rock'it, 1997
- Live at the Rep, Chris Cain Records, 1998
- Christmas Cain, Chris Cain Records, 1999
- Cain Does King, Blues Rock'it, 2001
- Hall of Shame, Blues Rock'it, 2003
- So Many Miles, Blues Rock'it, 2010